# Anapurus

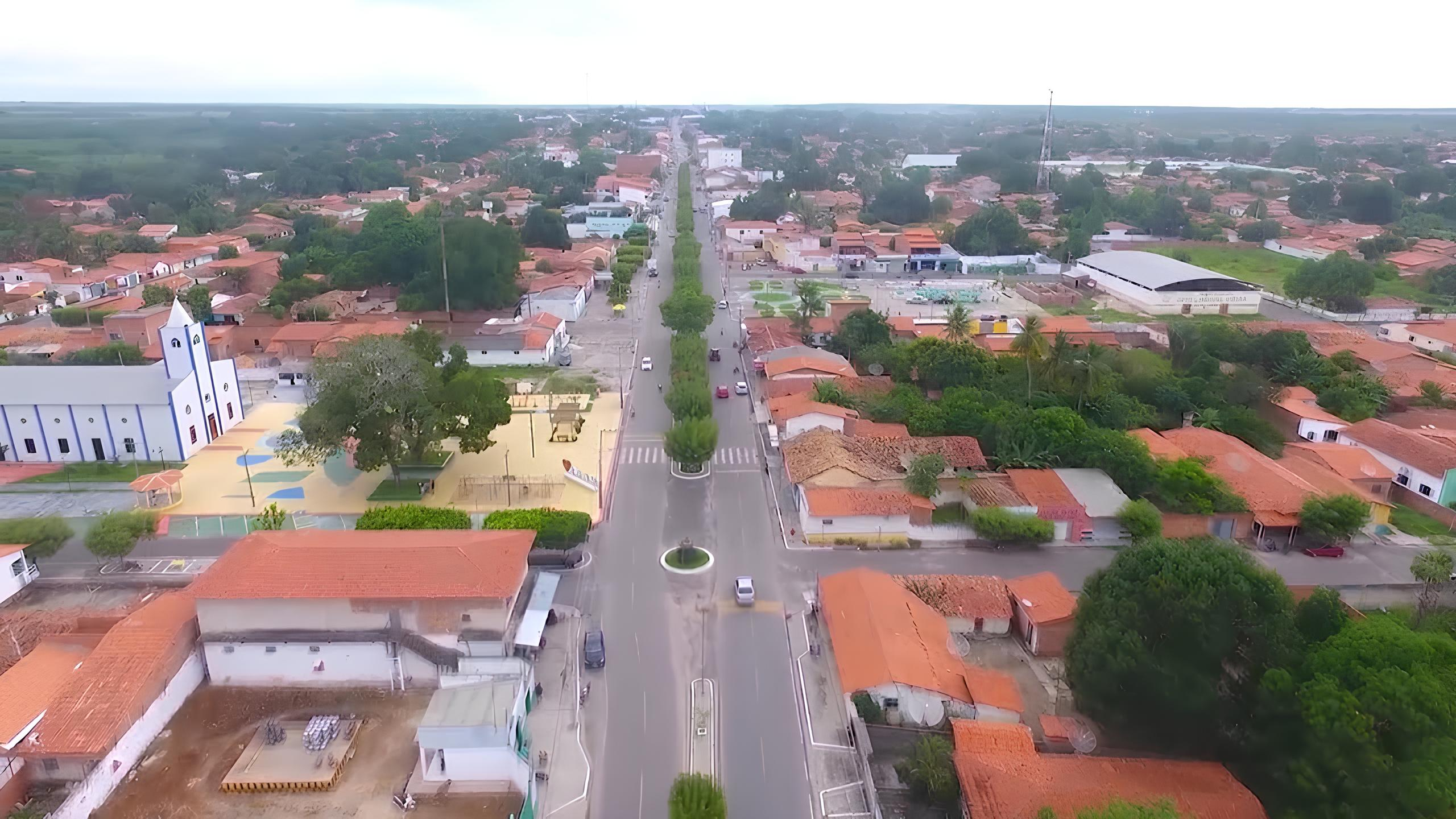
Cidade de Anapurus Maranhão

Anapurus é um município brasileiro do estado do Maranhão. Sua população é de 15.580 habitantes (Censo 2007).

## História
A colonização conhecida inicia-se com a concessão, por parte do Rei Dom João V, a Anna Maria Cavalcante de Albuquerque, de uma Data de Sesmaria para criação de gado bovino. Com 3 léguas de comprido por 1 légua de largo nas margens esquerda e direita do riacho Estiva (atual riacho Estrela), por estas terras, no Período Colonial, passava um antigo caminho de boiadas que ligava a Casa Forte do Iguará ao Piauí.
Esta Sesmaria posteriormente foi adquirida pelo capitão Antônio Raulino Garrett (1754-1840), grande proprietário de escravos, para o cultivo de algodão. A produção de algodão para exportação passou a ser a principal atividade agrícola da fazenda por toda a primeira metade do século XIX.
A fazenda Estrela foi incendiada e as finanças da família Garrett foram duramente abaladas durante a Balaiada, quando o capitão Antônio Raulino Garrett foi assassinado pelos seus escravos revoltosos, mas suas atividades agrícolas foram continuadas após o fim da rebelião.
Com a movimentação em torno da grande fazenda, situada à beira do caminho da boiada, surge uma povoação denominada Arraial Estrela que, posteriormente, virou um distrito de Brejo dos Anapurus chamado Povoado Estrela.
Em 1888, chegou a região do povoado Estrela o patriarca Marcelino Francisco Monteles e sua família, procedentes da localidade Veado Branco, município de Brejo. A fixação da família Monteles no local contribuiu para o crescimento do povoado, desenvolvendo-se ali a Vila Estrela, depois Estrela dos Anapurus. Em 1964, já com a denominação de Anapurus, emancipado politicamente, tornando-se independente de Brejo dos Anapurus, instalando-se no ano seguinte. O nome do município caracteriza os índios Anapurus, localizados em toda a região do Baixo Parnaíba. O topônimo é uma corruptela de Muypurás, que significa "Fruta do Rio".

## Geografia
O município de Anapurus possui o território de 608,903 quilômetros quadrado, o que o coloca na posição 154 dentre as 217 cidades do Maranhão.
População
Conforme o Censo Demográfica 2022, a população o município de Anapurus era de 13.793 habitantes e a densidade demográfica era de 22,65 habitantes por quilômetro quadrado. Comparando-se com os outros municípios do Estado, ficava nas posições 137 e 82 de 217. Já a projeção populacional para 2024 era de 14.111 pessoas.
Economia
Em 2021, o PIB per capita do município de Anapurus era de R$ 9.289,48. Comparando-se com as outras cidades do Estado, ficava na posição 104 de 217. Já o percentual de receitas externas em 2023 era de 88,96%, o que o colocava na posição 168 de 217.
| Salário médio mensal dos trabalhadores formais [2022]                                             | 1,8 salários mínimos |
| Pessoal ocupado [2022]                                                                            | 1.372 pessoas        |
| População ocupada [2022]                                                                          | 9,95 %               |
| Percentual da população com rendimento nominal mensal per capita de até 1/2 salário mínimo [2010] | 54,3 %               |

Fonte: IBGE
Educação
Em 2021, a taxa de escolarização de 6 a 14 anos de idade do município de Anapurus era de 98%. Comparando-se com outros municípios do Estado, ficava na posição 32 de 217. Em relação ao Índice de Desenvolvimento da Educação Básica (IDEB), em 2023, para os anos iniciais do ensino fundamental da rede pública era 4,2 e para os anos finais, 3,6.
| Taxa de escolarização de 6 a 14 anos de idade [2010]             | 98 %             |
| IDEB – Anos iniciais do ensino fundamental (Rede pública) [2023] | 4,2              |
| IDEB – Anos finais do ensino fundamental (Rede pública) [2023]   | 3,6              |
| Matrículas no ensino fundamental [2023]                          | 3.083 matrículas |
| Matrículas no ensino médio [2023]                                | 753 matrículas   |
| Docentes no ensino fundamental [2023]                            | 254 docentes     |
| Docentes no ensino médio [2023]                                  | 68 docentes      |
| Número de estabelecimentos de ensino fundamental [2023]          | 21 escolas       |
| Número de estabelecimentos de ensino médio [2023]                | 6 escolas        |

Fonte: IBGE
Saúde
Em 2022, a taxa de mortalidade infantil média do município era de 17,39 para 1.000 nascidos vivos. Já as internações devido a diarreias era de 485,8 para cada 1.000 habitantes. Comparando-se com todos os municípios do Estava, ficava nas posições 77 de 217 e 44 de 217. No ano de 2009, a cidade contava com 4 estabelecimentos ligados ao Sistema Único de Saúde (SUS).
Meio Ambiente
O bioma predominante do município de Anapurus é o cerrado. Em 2010, o município de Anapurus apresentava 4,8% de domicílios com esgotamento sanitário adequado, além de 58,2% de domicílios urbanos em vias públicas com arborização e 3,6% de domicílios urbanos em vias públicas com urbanização adequada.

## Organização político-administrativa
O Município maranhense de Anapurus possui uma estrutura político-administrativa composta pelo Poder Executivo, chefiado por um Prefeito eleito por sufrágio universal, o qual é auxiliado diretamente por secretários municipais nomeados por ele, e pelo Poder Legislativo, institucionalizado pela Câmara Municipal de Anapurus, órgão colegiado de representação dos munícipes que é composto por 11 vereadores também eleitos por sufrágio universal.

### Atuais autoridades municipais de Anapurus
- Prefeita: Vanderly S. N. Monteles "Professora Vanderly" - PC do B (2021/-)[9]
- Vice-prefeita: Lucia Salutino - Republicanos (2021/-)[9]
- Presidente da Câmara: Ademar Esteves de Santana - PC do B (2021/-)[8]

## Últimos prefeitos eleitos
| Ano  | Prefeito            | Partido | Votos | %     | Ref    |
| ---- | ------------------- | ------- | ----- | ----- | ------ |
| 2012 | Tina Monteles       | PRB     | 4.648 | 48,84 | [ 10 ] |
| 2016 | Professora Vanderly | PSDB    | 5.992 | 58,44 | [ 11 ] |
| 2020 | Professora Vanderly | PC do B | 6.640 | 57,65 | [ 12 ] |
| 2024 | Dr Tanios           | PP      | 8.007 | 65,15 | [ 13 ] |